# Kvinesdal
Kvinesdal és un municipi situat al comtat d'Agder, Noruega. Té 5,981 habitants (2016) i té una superfície de 962,42 km². El centre administratiu del municipi és el poble de Liknes.